# Nagy István (egyházi író)
Nagy István, írói álneve Abodi (Székelyszenterzsébet, 1916. április 8. – Kolozsvár, 2003. április 29.) református lelkész, magyar református egyházi író, szerkesztő, műfordító. Nagy Géza fia, Nagy Géza és Abodi Nagy Béla fivére.

## Életútja
Édesapja Nagy Géza, a kolozsvári Református Teológián az egyháztörténet tanára volt, édesanyja Csoma Juliánna.
Kolozsváron a Református Kollégiumban érettségizett 1933-ban, majd ugyanitt a Református Teológián folytatta a tanulmányait. Abban az időben a Teológián egészen rendkívüli tanárok közössége tanított és nevelt. A történelem „nagy tanári karnak” nevezi őket: Gönczy Lajos, Imre Lajos, Maksay Albert, Nagy András, Nagy Géza, Tavaszy Sándor, akik állandóan képezték magukat és lelkiismeretesen dolgoztak. A hallgatók a hitnek és a szolgálatnak példaképeit látták bennük. Ebben az intézetben, az „alma mater”-ben tanult öt évig, 1938-ban szerzett lelkészi diplomát. Közben tevékenyen részt vett az ifjúsági mozgalmakban, így a KIE és a cserkészmozgalom keretében: összejöveteleken, konferenciákon, táborozásokon.
A teológia elvégzése után egy évig Svájcban a bazeli egyetemen tanult, ahol Karl Barth, Oscar Cullmann, Ernst Staehelin, Eduard Thurneysen és mások előadásait hallgatta. Barth dogmatikája mellett szívesen hallgatta Thurneysent, akinek előadásaiban az igehirdetés, egyáltalán a lelkipásztori szolgálat végzéséhez kapott gazdag útravalót.
Hazatérve segédlelkészként dolgozott a Kolozsvár Alsóvárosi, majd a Kolozsvár Belvárosi gyülekezetekben.  Több gyülekezetben volt lelkipásztor : Kolozson (1943-1962), Aranyosgyéresen (1962-1971), majd Kolozsvár-Hídelvén (1971-1986).
Az istentiszteletek tartása mellett elsősorban a családok látogatását végezte. A Kolozsvári Egyházmegyében különböző egyházi tisztségeket töltött be, 1957-1962 között az egyházmegye esperese volt.
Írásai a Keleti Újság, Ifjú Erdély, Az Út, Református Szemle, Üzenet, Igehirdető c. lapokban jelentek meg. Az 1993-ban újraindított Református Család c. folyóirat felelős szerkesztője volt 1999 végéig. Megírta a kolozsi Református Egyházközség történetét, és foglalkozott az aranyosgyéresi Református Egyházközség történetével is. Magyarra fordította Walter Lüthi több teológiai munkáját, köztük „Die kommende Kirche” c. művét, amely „Az eljövendő egyház” címmel jelent meg, Kolozsvár 1940.
Állandóan képezte magát, igehirdetéseire mindig alaposan és lelkiismeretesen készült. Imádságos lélekkel végezte az Ige megértéséhez szükséges tanulmányozást. A prédikációit mindig leírta, a szószékre soha sem vitte fel, még vázlatban sem. A szolgálat előtt a beszédet egy-két óra alatt megtanulta és szabadon mondta el.
Gazdag prédikációs gyűjteményt hagyott maga után.
Felesége Ürmösi Margit (1916-2001), gyermekei Nagy István geológus (1941-2011), Bellágh (született Nagy) Rózsa (1943) és Nagy Margit (1945).

## Kötetei
- Hirdesd az Igét (prédikációk, Kolozsvár, 1996)*.[1]
- fordította Walter Lüthi Die kommende Kirche című művét Az eljövendő egyház címmel (Dániel próféta igehirdetése, Kolozsvár, 1940).[2]
- Vettetek-e Szentlelket? (Kolozsvár, 2006.)[3]